# Okres Gelnica
Okres Gelnica je jeden z okresů Slovenska. Leží v Košickém kraji, v jeho západní části. Na severu hraničí s okresem Spišská Nová Ves a Prešov, na jihu s okresem Rožňava a Košice-okolí.

## Zajímavosti o obcích
- Nejstarší: Margecany – rok 1235;
- Nejmladší: Smolnícka Huta a Stará Voda – rok 1828
- Nejvýše položená: Závadka – 827 m n. m.
- Nejníže položená: Jaklovce a Margecany – 340 m n. m.
- Nejmenší katastr: Stará Voda – 328 ha;
- Největší katastr: Švedlár – 8449 ha;

## Geografická charakteristika
Okres Gelnica – tzv. Hnilecká dolina se nachází v severozápadní části Košického kraje, sousedí s okresy Rožňava, Spišská Nová Ves, Košice-okolí a Prešov. Charakter krajiny je členitý podhorský a horský. Z geomorfologického hlediska patří do oblasti Slovenského rudohoří, celku Volovské vrchy, podcelků Hnilecké vrchy, Volovec, Zlatý stůl, Pipitka a Kojšovská hoľa. V malé části území patří do celku Čierna hora, podcelek Roháčka a Bujanovské vrchy, které se táhnou po levém břehu Hornádu.
Oblast je tvořena horninami krystalinika, které jsou bohaté na nerostné suroviny. Reliéf území se utvářel při alpinském vrásnění po spodní křídě a před spodními třetihorami. Místy tvoří obal prvohor mocné souvrství světlešedých vápenců a dolomitů vystupujících až na povrch, které zvyšují tvárnost horstva. V nich jsou úzké, hluboko zaříznuté kaňonovité říční doliny tvaru V, strmá bradla i skalní útvary. Ložiska rud se využívala již ve středověku, zajímavé stopy po starém dolování je možné najít v podobě opuštěných šachet, hald či propadlin.
Území patří do povodí Hornádu, ale odvodňuje ho především řeka Hnilec (52,5 km v okrese), která se u Margecan vlévá do Hornádu. Významnější přítoky Hnilce jsou Smolník, Stará Voda a Kojšovský potok. Nadregionální význam má přehrada Ružín, ležící ve východní části Hnilecké doliny, s přítoky Hornád a Hnilec. Menší umělé nádrže se nacházejí v katastrech obcí Jaklovce, Smolník a Gelnica.
Okres je nejlesnatějším okresem v rámci Slovenska s více než 74% lesnatostí (436 km²). Lesní porosty jsou hospodářské a ochranné. Hlavními dřevinami v nich jsou smrk ztepilý, jedle bělokorá a buk lesní. V severovýchodní části je hospodářskou dřevinou borovice lesní, poddruh spišská. Zajímavostí je výskyt borovice kleče (kosodřevina) a též borovice limby.